# Bu lông

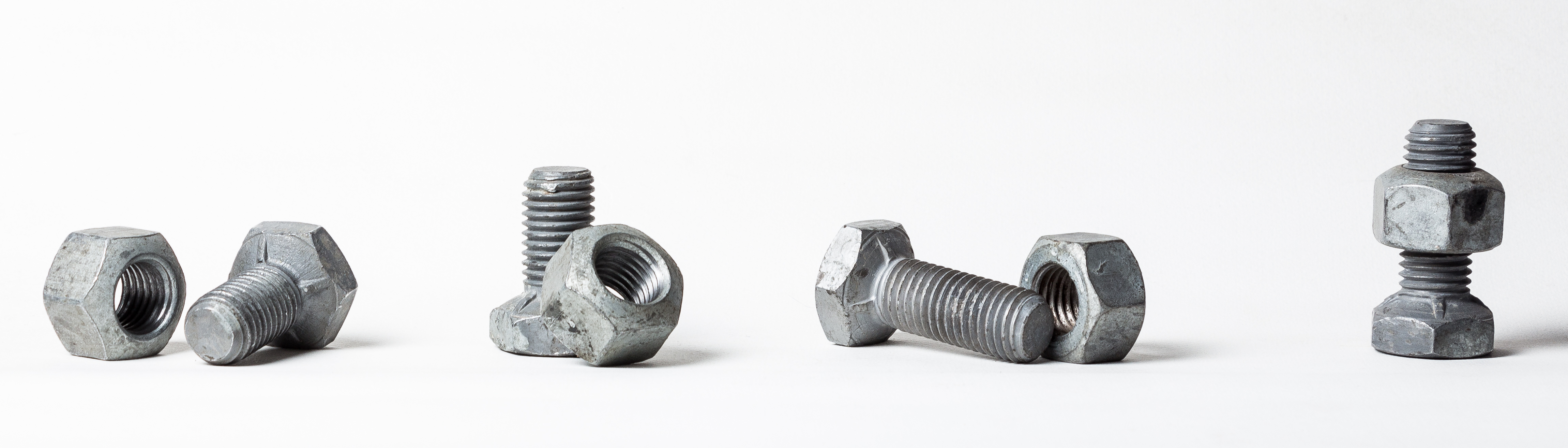
Bu lông và đai ốc

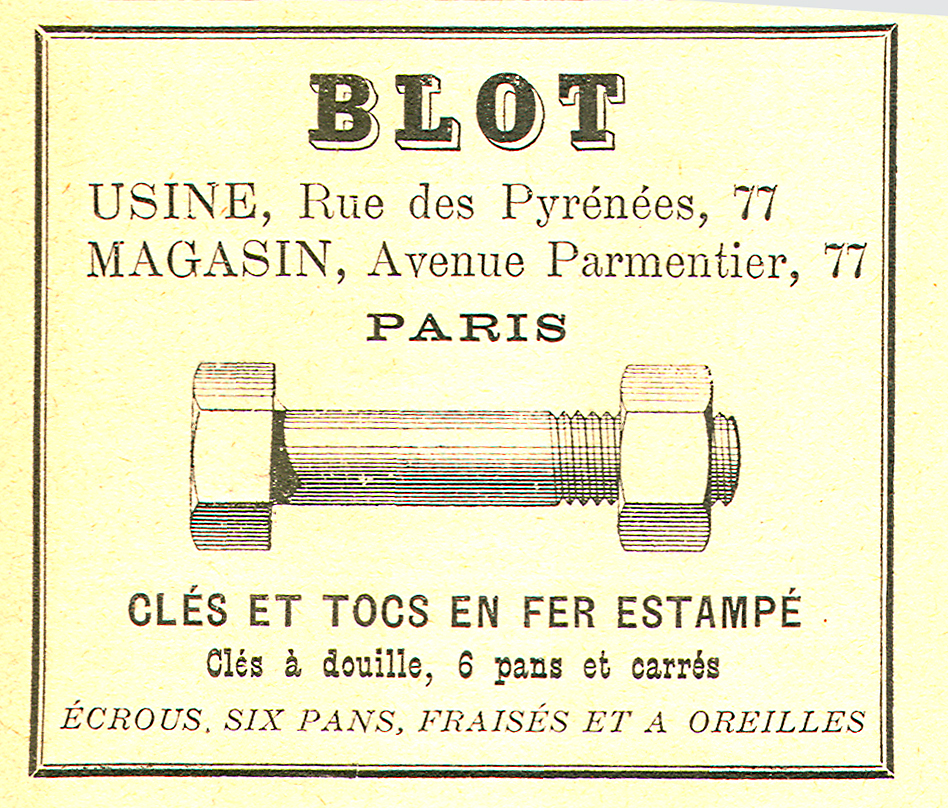
Một cái bu lông, với đai ốc

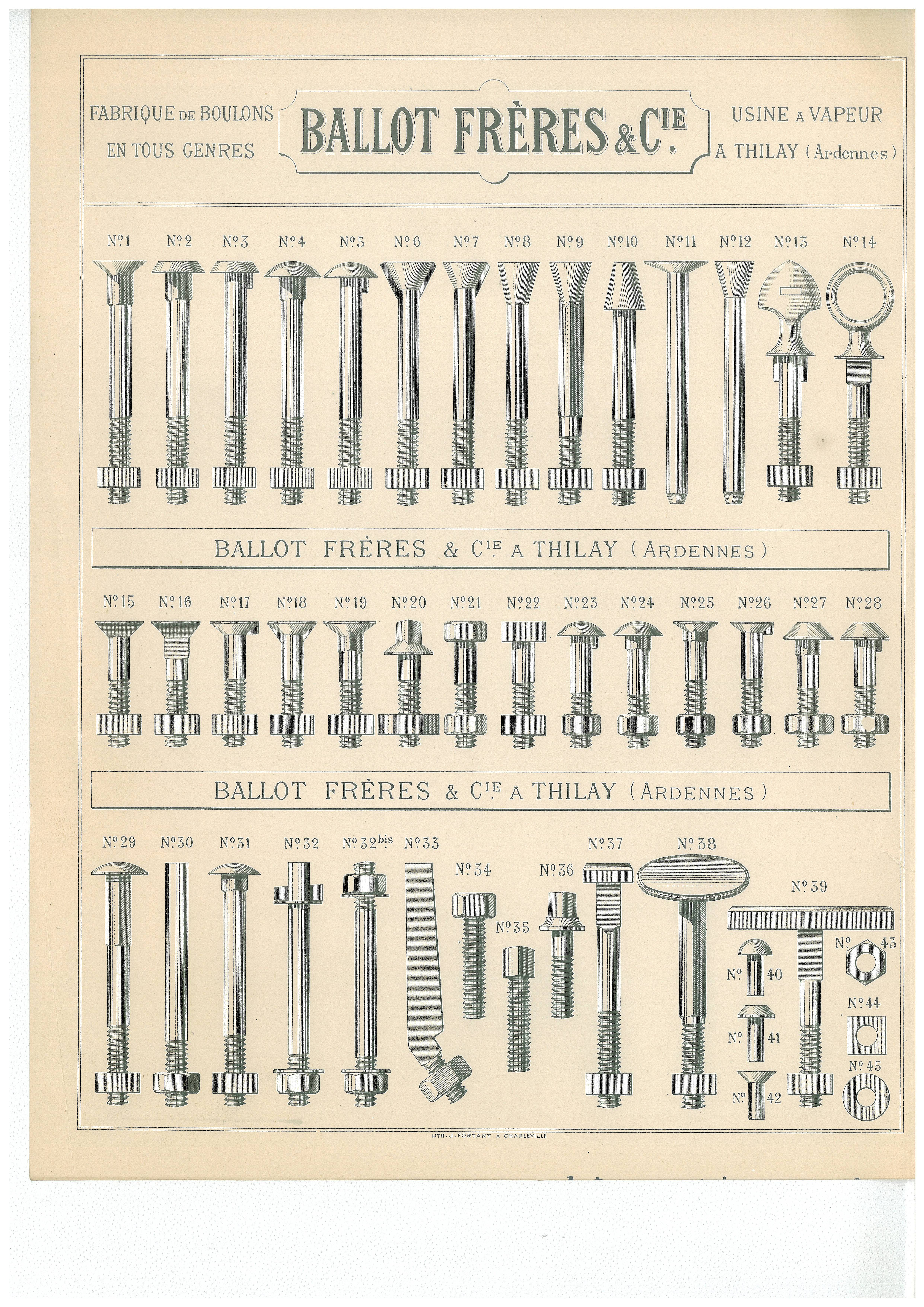
Các loại bu lông

Để biết về một nhóm các loài động vật thân mềm, xem Ốc
Bu lông (bắt nguồn từ từ tiếng Pháp boulon /bulɔ̃/), còn được gọi là bu-loong, bù-loong, bù lon, hay ốc là một sản phẩm cơ khí được sử dụng để lắp ráp, ghép nối các chi tiết lại thành một khối, là chi tiết kẹp chặt, thường có dạng thanh trụ, một đầu có mũ 6 cạnh ngoài hoặc trong (chìm), một đầu có ren (gọi là vít) để vặn với đai ốc. Bu lông khác đinh vít vì đinh vít chính là vít (ốc vít, đinh ốc). Mối lắp ghép bằng bu lông có thể chịu được tải trọng kéo cũng như uốn rất tốt, nó lại có độ bền, độ ổn định lâu dài. Việc tháo lắp cũng như hiệu chỉnh mối ghép bu lông rất thuận tiện, nhanh chóng và không đòi hỏi những công nghệ phức tạp như các mối lắp ghép khác. Do có nhiều ưu điểm nên bu lông được sử dụng rộng rãi trong các máy móc, thiết bị công nghiệp, các công trình xây dựng, công trình giao thông, cầu cống... ở khắp mọi nơi trên thế giới.

## Phân loại

### Theo vật liệu chế tạo
Tùy thuộc vào mục đích sử dụng, cường độ hay môi trường làm việc mà bu-lông được sản xuất bằng những vật liệu khác nhau như: đồng, thép cacbon thường, thép cacbon chất lượng cao, thép hợp kim, thép không rỉ hay còn gọi là inox.
- Bu lông được chế tạo từ các hợp kim màu, kim loại màu: Đồng, nhôm, kẽm. Loại bu-lông này được sản xuất từ chủ yểu để đáp ứng cho các ngành công nghiệp đặc thù về ngành điện, chế tạo máy bay, sản xuất và xử lý nước…
- Bu lông chế tạo từ thép cacbon thường, thép hợp kim.
  - Bu lông phải qua xử lý nhiệt: bu-lông cường độ cao, bu-lông cấp bền 8.8, 10.9; 12.9. Bulông loại này được sản xuất bằng vật liệu thép hợp kim có cấp bền tương đương hoặc vật liệu có cấp bền thấp hơn rồi sau đó thông qua xử lý nhiệt luyện để đạt cấp bền sản phẩm theo yêu cầu của từng khách hàng.
  - Bu lông không qua xử lý nhiệt: Đây là loại bu-lông thường có cường độ thấp. Bu-lông loại này được sản xuất từ vật liệu thép có cơ tính tương đương và sau khi gia công và không cần xử lý nhiệt với cấp bền 4.8; 5.6; 6.6.

### Theo chức năng
- Bu lông liên kết: Là loại bu-lông có chức năng liên kết các chi tiết với nhau, trong đó lực chịu tải chính là lực dọc trục, lực cắt không giữ vai trò quyết định. Đây là loại được sử dụng chủ yếu trong các kết cấu tĩnh, ít chịu tải trọng động và các chi tiết máy cố định.
- Bu lông kết cấu: Là loại bu-lông được sử dụng trong các chi tiết thường xuyên chịu tải trọng động như kết cấu khung, dầm và các chi tiết máy lớn mà các bộ phận liên kết vừa chịu tải trọng dọc trục vừa chịu cắt.

### Theo phương pháp chế tạo và độ chính xác
- Bu lông thô: Đây là loại bu-lông được chế tạo từ thép tròn, phần đầu được dập nguội hoặc dập nóng hoặc rèn, phần ren được tiện hoặc cán. Do sản xuất thủ công nên độ chính xác kém, được dùng trong các chi tiết liên kế không quan trọng hoặc trong các kết cấu bằng nguyên liệu gỗ.
- Bu lông nửa tinh: Đây là loại bu-lông được chế tạo tương tự như bu lông thô nhưng được gia công thêm phần đầu Bu-lông và các bề mặt trên mũ để loại bỏ bavia.
- Bu lông tinh: Đây là loại bu-lông được chế tạo cơ khí, với độ chính xác cao, bu-lông loại này được ứng dụng rộng rãi trong các ngành công nghiệp.
- Bu lông siêu tinh: Đây là loại bu-lông được sản xuất đặc biệt có yêu cầu khắt khe về độ chính xác gia công cao, chúng được sử dụng trong các mối liên kết đặc biệt, có dung sai lắp ghép nhỏ, các ngành cơ khí chính xác.